# Thiania bhamoensis
Thiania bhamoensis là một loài nhện trong họ Salticidae.
Loài này thuộc chi Thiania. Thiania bhamoensis được Tord Tamerlan Teodor Thorell miêu tả năm 1887.